# Yves Dassonville
Pour les articles homonymes, voir Dassonville.
Yves Dassonville est un haut fonctionnaire français né le 9 avril 1948 à Paris XVIe et mort le 15 juin 2021 à Aigues-Vives (Gard).
Il fut notamment chef de cabinet de Gaston Flosse, secrétaire d'État au Pacifique Sud, en 1986, puis directeur de cabinet de Christian Estrosi, alors secrétaire d'État à l'Outre-mer en 2007, et préfet ou haut-commissaire de plusieurs régions ou collectivités ultra-marines (Martinique, Nouvelle-Calédonie) ou métropolitaines (Limousin, Poitou-Charentes).
Ayant initialement suivi une carrière de statisticien, maître en sciences économiques de la faculté de Paris qui a un temps travaillé à l'INSEE, il a ensuite rejoint l'ENA dont il est sorti diplômé de la promotion Solidarité en 1983. Il est également diplômé de l'Institut des hautes études de la sécurité intérieure (IHESI).

## Biographie

### Une carrière entre Outre-mer et Métropole
Après avoir servi pendant un an à sa sortie de l'ENA comme administrateur civil de 2e classe au ministère de l'Intérieur et de la Décentralisation, il est, la même année, nommé sous-préfet de 2e classe et directeur de cabinet du commissaire de la République du département d'Eure-et-Loir. Il rejoint rapidement un poste en Outre-mer en tant que secrétaire général adjoint de la Polynésie française de 1984 à 1986, il y rencontre Gaston Flosse qui, nommé secrétaire d'État au Pacifique Sud auprès du ministre des DOM-TOM dans le gouvernement de cohabitation de Jacques Chirac en 1986, en fait son chef de cabinet.
Il ne reste toutefois à ce poste que quelques mois avant de retourner à sa carrière préfectorale, restant cette fois-ci en Métropole jusqu'en 1995 : il est successivement secrétaire général de la préfecture des Landes de 1987 à 1988, administrateur civil de 1re classe, sous-préfet de 1re classe et sous-préfet de Saint-Dizier dans la Haute-Marne de 1988 à 1992, administrateur civil et sous-préfet hors-classe ainsi que secrétaire général aux affaires régionales du Languedoc-Roussillon de 1992 à 1995. Il est de retour une nouvelle fois en Outre-mer comme secrétaire général de la préfecture de La Réunion de 1995 à 1998. Ensuite, il est sous-préfet de Lorient dans le Morbihan de 1998 à 2001, préfet délégué pour la sécurité et la défense auprès du préfet de la Zone de Défense sud, de la Région Provence-Alpes-Côte d'Azur et des Bouches-du-Rhône de 2001 à 2002 et enfin préfet du Jura de 2002 à 2004. Il revient finalement à l'Outre-mer en 2004 en tant que préfet de la Région Martinique de 2004 à 2007.

### De proche collaborateur de Christian Estrosi au poste de Haut-Commissaire en Nouvelle-Calédonie
En juin 2007, le tout nouveau secrétaire d'État à l'Outre-mer dans le 2e gouvernement Fillon, le sarkozyste Christian Estrosi, le choisit comme directeur de cabinet. Lors de son déplacement en Nouvelle-Calédonie d'octobre, le secrétaire d'État réclame une attitude plus ferme des autorités et de la police à l'égard des nombreux conflits sociaux, critiquant ainsi indirectement l'attitude assez discrète, voire trop « attentiste » selon certains, du Haut-commissaire Michel Mathieu qui démissionne le 15 octobre 2007. M. Estrosi est accompagné par M. Olivier Biancarelli, conseiller outre-mer du Président de la République, M. Cravène, conseiller auprès du Secrétaire d'État, Mme de Bernardi et M. Bieuville, conseillers ainsi que sa chef de cabinet, Mme Varin.
Le 25 octobre 2007, Yves Dassonville est nommé en conseil des ministres pour le remplacer et il arrive sur le territoire dans la nuit du 8 au 9 novembre. Une fois arrivé, il a immédiatement rompu avec l'attitude plutôt effacée adoptée par ses prédécesseurs en faisant immédiatement une déclaration aux médias locaux en déclarant notamment sur les conflits sociaux : « En cette matière, il n’y a ni baguette magique ni recette miracle ni solution immédiate. Les conflits sociaux, c’est d’abord le signe d’un mauvais dialogue social, qu’il faut donc améliorer. Ce n’est plus de la compétence de l’État, mais je pense que les services de l’État vont devoir s’impliquer dans le dialogue. Je m’y impliquerai et, au besoin, mais ça vient après, je saurai faire preuve de fermeté. » Ce message a été interprété comme une volonté de continuer la politique de son prédécesseur consistant à favoriser avant tout le dialogue tout en appelant à plus de coordinations entre les services du Haut-commissariat, chargé de la sécurité publique, et le Gouvernement de la Nouvelle-Calédonie, chargé de la gestion de la politique sociale.
Il s'est alors surtout inscrit depuis dans une ligne de confrontation directe avec notamment le syndicat USTKE, connu pour ses méthodes radicales et dont il dénonce « les méthodes de voyous ». Il estime de plus : « En défendant l’ordre public, je défends l’accord de Nouméa contre les extrémistes qui recrutent des jeunes des quartiers et les arment de billes d’acier dans l’unique but de déstabiliser la Calédonie et de faire échouer l’accord ». À la demande des maires, il s'attache à lutter contre l'alcoolisme, générateur selon les autorités d'insécurité routière et de violence : c'est ainsi que la vente d'alcool (hors consommation dans les bars ou restaurant) est interdite les week-ends (à partir de 16 heures le vendredi soir) d'abord à Nouméa à partir du 26 septembre 2008, puis dans tout le Grand Nouméa et dans d'autres communes de « Brousse ». D'autre part, il a joué un rôle de premier plan dans l'aboutissement du transfert de l'État à la Nouvelle-Calédonie des compétences de l'enseignement secondaire, agricole et privé, de la santé scolaire et de la circulation maritime et aérienne intérieure, concrétisés en 2009. Il met également en place, dans les derniers temps de son affectation, plusieurs comités sur l'avenir de la Nouvelle-Calédonie : pour la préparation d'un schéma industriel minier le 12 octobre 2010, mais aussi sur le bilan de l'accord de Nouméa et sur l'évolution de sa mise en œuvre le 21 octobre, jour de son départ de l'archipel.

### Préfet de région
Le 6 octobre 2010, à l'approche de la fin de son affectation en Nouvelle-Calédonie, il est nommé en conseil des ministres préfet de la région Limousin et du département de la Haute-Vienne. Le même conseil choisit Albert Dupuy, ancien préfet de l'Isère, pour le remplacer comme haut-commissaire.
Le 20 juillet 2011, il est nommé préfet de la région Poitou-Charentes, préfet de la Vienne, en remplacement de Bernard Tomasini, nommé à sa demande hors cadre. Il prend sa retraite le 1er février 2013.
En décembre 2014, il rejoint, à la demande du gouvernement de Manuel Valls et avec Benoît Lombrière, la mission d’écoute et de conseil sur l'avenir institutionnel de la Nouvelle-Calédonie, déjà constituée d'Alain Christnacht et de Jean-François Merle.

## Décorations
- Officier de la Légion d'honneur, promu officier le 13 juillet 2010[12]
  -  Chevalier de la Légion d'honneur le 13 juillet 2000[13]
- Officier de l'ordre national du Mérite, promu officier le 13 mai 2005[14]
  -  Chevalier de l'ordre national du Méritel e 16 avril 1993